# مات غرينينغ

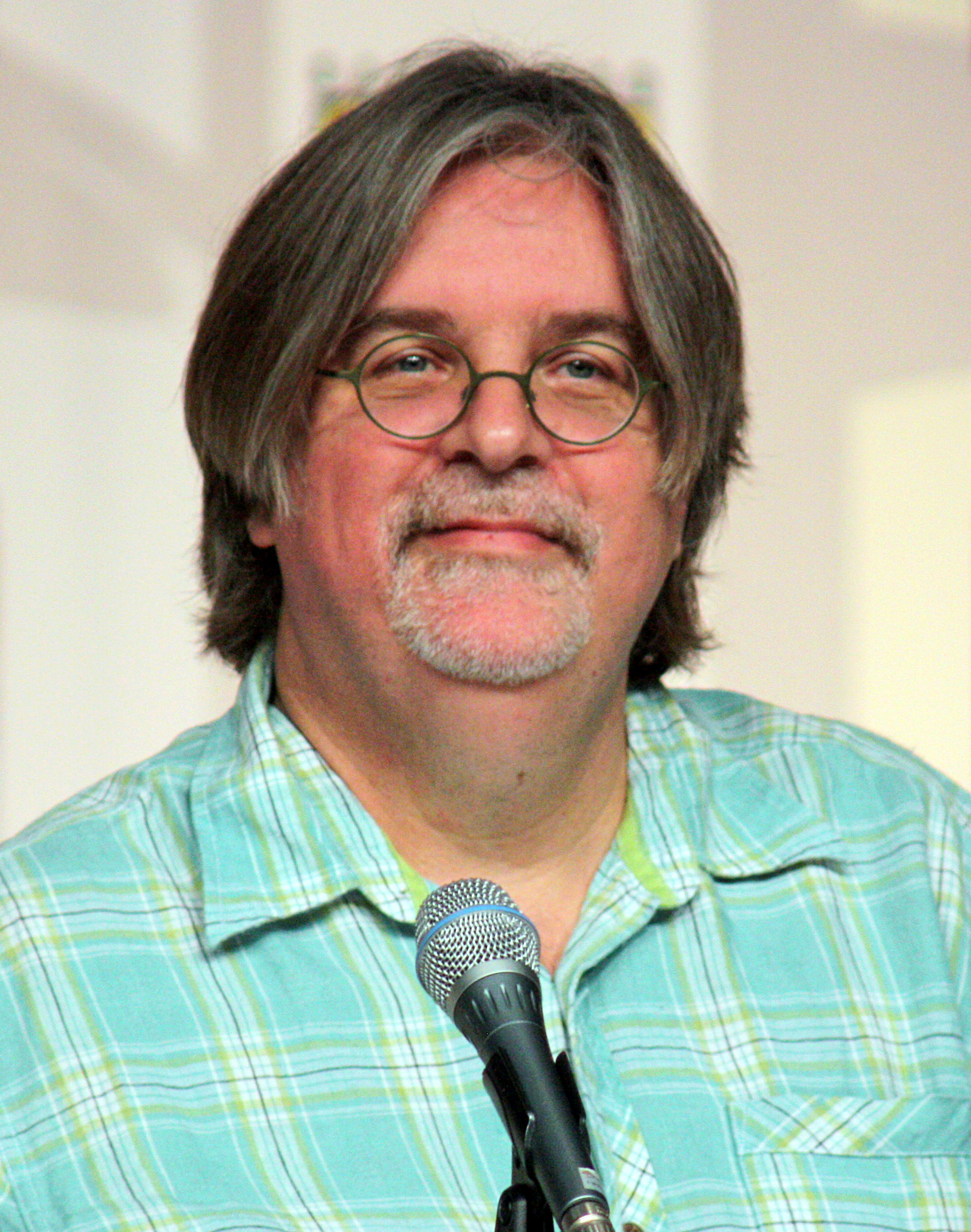
مات غرينينغ، 2009

ماثيو أبرام غرينينغ (بالإنجليزية: Matthew Abram Groening تنطق: /ˈɡreɪnɪŋ/)‏ (ولد في 15 فبراير 1954) هو رسام كرتون أمريكي، منتج تلفزيوني، وكاتب من مدينة بورتلاند، أوريغون بالولايات المتحدة.
غرينينغ هو مخترع شخصيات عائلة سيمبسون الشهيرة وعدة شخصيات كرتونية أخرى، وناشر مجلة لايف إن هيل.

## حياته
ولد غرينينغ في بورتلاند، أوريغون في 15 فبراير 1954 وهو أحد خمسة أطفال. أمه مارغاريت ويغام عملت كمدرّسة وأبيه هومر فيليب غرينينغ كان صانع أفلام، كاتب ورسام كرتون أيضا.
ارتبط بليندا باري التي التقى بها في كلية إيفرغرين ستيت في أولمبيا، واشنطن، لكنهما لم يتزوجا.
في عام 1986، تزوج غرينينغ بديبورا كابلان وأنجبا طفلين، إلا أنهما تطلقا بعد 13 عاما في 1999.
وقد كان مات غرينينغ من البنائين الاحرار أي كن ماسوني (free mason)

## فيلموغرافيا

### مسلسلات تيلفزيونية
The Tracey Ullman Show 1987
ذا سيمبسونز 1889
Space Ghost Coast to Coast 1996
Olive, the Other Reindeer 1999
فيوتشوراما (مسلسل) 1999
The Pitts 2003
Portlandia 2015
ديسنشانتمنت (مسلسل) 2018

## روابط خارجية
- مات غرينينغ على موقع IMDb (الإنجليزية)
- مات غرينينغ على موقع ميتاكريتيك (الإنجليزية)
- مات غرينينغ على موقع الموسوعة البريطانية (الإنجليزية)
- مات غرينينغ على موقع روتن توميتوز (الإنجليزية)
- مات غرينينغ على موقع مونزينجر (الألمانية)
- مات غرينينغ على موقع ألو سيني (الفرنسية)
- مات غرينينغ على موقع ميوزك برينز (الإنجليزية)
- مات غرينينغ على موقع إن إن دي بي (الإنجليزية)
- مات غرينينغ على موقع أول ميوزيك (الإنجليزية)
- مات غرينينغ على موقع ديسكوغز (الإنجليزية)